# Tokyopop
A Tokyopop, régebben Mixx néven is ismert terjesztője a manga képregényeknek Angliában, Németországban és Japánban. A cég Tokióban, Japánban kezdte meg működését, de legnagyobb irodája Los Angelesben, Kaliforniában található. Kirendeltségeket üzemeltet az Egyesült Királyságban és Németországban. A Tokyopop szintén publikál manhva (koreai képregény és animáció), valamint anime műfajokban is. Foglalkozik eredeti manga stílusban alkotott képregények kiadásával Angliában és Németországban.
Magyarországon a Fumax, a Delta Vision és az Athenaeum 2000 kiadó (Mangattack márkanéven) ad ki Tokyopop-köteteket.

## Angolul kiadott könyveik

### Népszerű sónen manga sorozatok
| - Beck - Girls Bravo - GetBackers |  | - GTO - Initial D - Love Hina |  | - The Groove Adventure Rave (Rave Master) - Samurai Deeper Kyo - Sgt. Frog |

### Népszerű sódzso manga sorozatok
| - Cardcaptor Sakura - D•N•Angel - Fruits Basket |  | - Kare Kano: His and Her Circumstances (Kareshi Kanojo no Jijō) - Marmalade Boy - Pixie Pop |  | - Peach Girl - Sailor Moon - Vadmacska kommandó |

### Népszerű seinen manga sorozatok
| - Ai Yori Aoshi - Battle Royale - BLAME! |  | - Bus Gamer - Chobits - Lupin III |  | - Mobile Suit Gundam - Planetes |

### Eredeti angol nyelvű manga
| - @Large - Afterlife - A Midnight Opera - magyarul Éjféli Opera címen a Mangattack jelenteti meg - Bizenghast - magyarul a Mangattack jelenteti meg - Dogby Walks Alone - Dramacon - Earthlight - magyarul Földfény címen a Mangattack jelenteti meg - Fool's Gold - magyarul Bolondok aranya címen a Delta Vision jelenteti meg - Idiotz! - I Luv Halloween |  | - Mark of the Succubus - My Dead Girlfriend - MBQ - My Cat Loki - Off*beat - Peach Fuzz - Psy-Comm - RE:Play - Rhysmyth - Rising Stars of Manga - Roadsong |  | - Sea Princess Azuri - ShutterBox - Sokora Refugees - Sorcerers & Secretaries - Steady Beat - The Dreaming - Van Von Hunter - Warriors - a magyarul Harcosok Törzse címen megjelent könyvsorozat alapján - Work Bites - World of Hartz |